# Sinsa-dong, Eunpyeong-gu
Sinsa-dong (koreanska: 신사동) är en stadsdel i stadsdistriktet Eunpyeong-gu i Sydkoreas huvudstad Seoul.

## Indelning
Administrativt är Eungam-dong indelat i:
| Namn    | Namn             | Yta i km² | Invånare 30 jun 2020 |
| ------- | ---------------- | --------- | -------------------- |
| 신사1동 | Sinsa 1(il)-dong | 0,84      | 27 907               |
| 신사2동 | Sinsa 2(i)-dong  | 1,00      | 21 250               |